# スー・ピンラン
スー・ピンラン（蕭 炳林, Ping Lam Siu）は、香港の俳優・映画スタッフ。

## 略歴
1980年代に小道具係として映画業界に入った。近年はウォン・カーウァイ作品で美術を手掛け、出演もしている。

## 主な出演作
- チャイニーズ・ゴースト・ストーリー (1985)
- 欲望の翼 (1990)
- スウォーズマン／女神伝説の章 (1990)
- ワンス・アポン・ア・タイム・イン・チャイナ4 天地覇王 (1993)
- 青蛇転生 (1993)
- 楽園の瑕 (1993)
- 天使の涙  (1995)
- ブエノスアイレス  (1997)
- 花様年華 (2000)
- 2046 (2004)